# Leon Berbecki

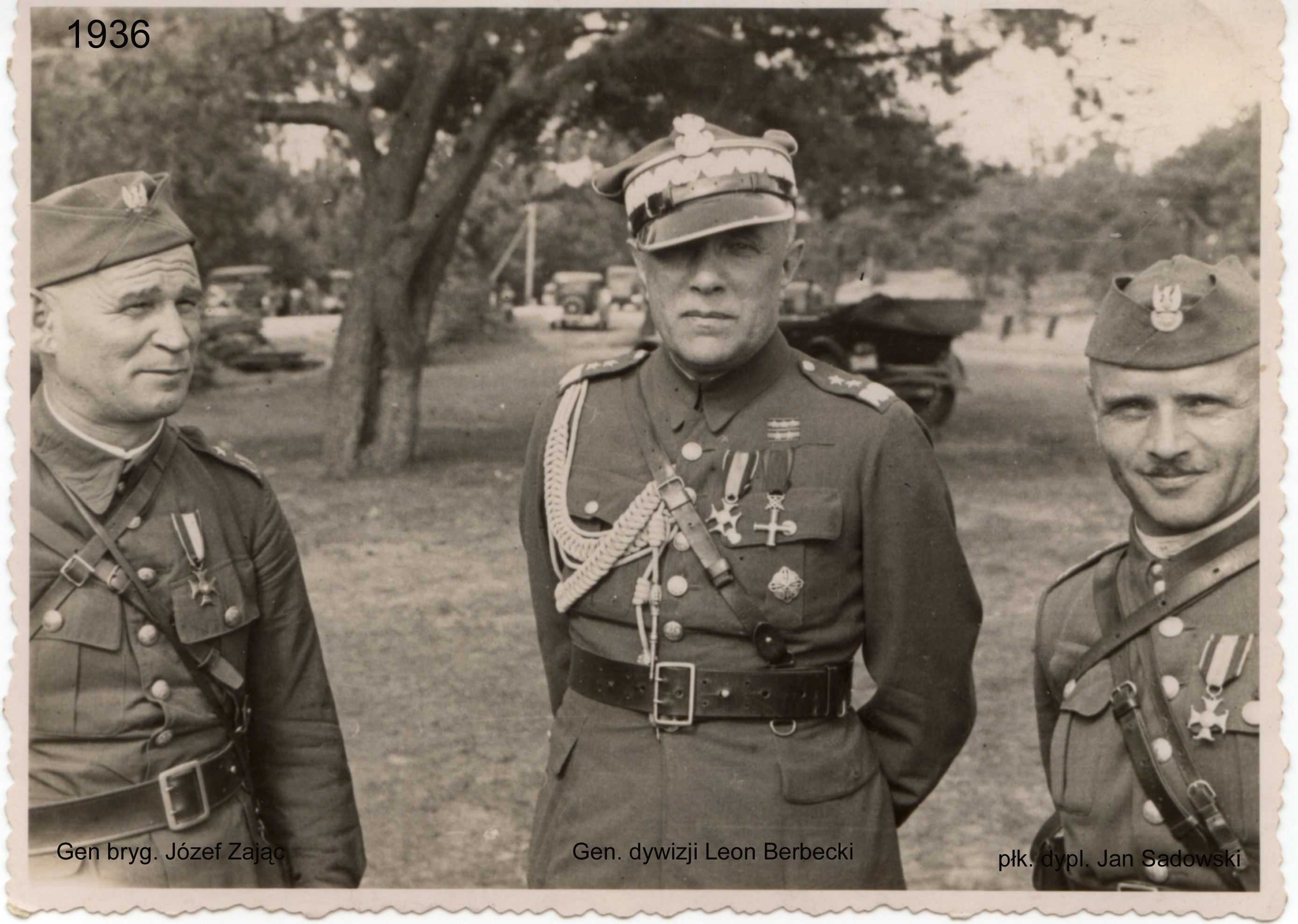
Wizytacja budowy Okręgu Warownego Śląsk, rok 1936

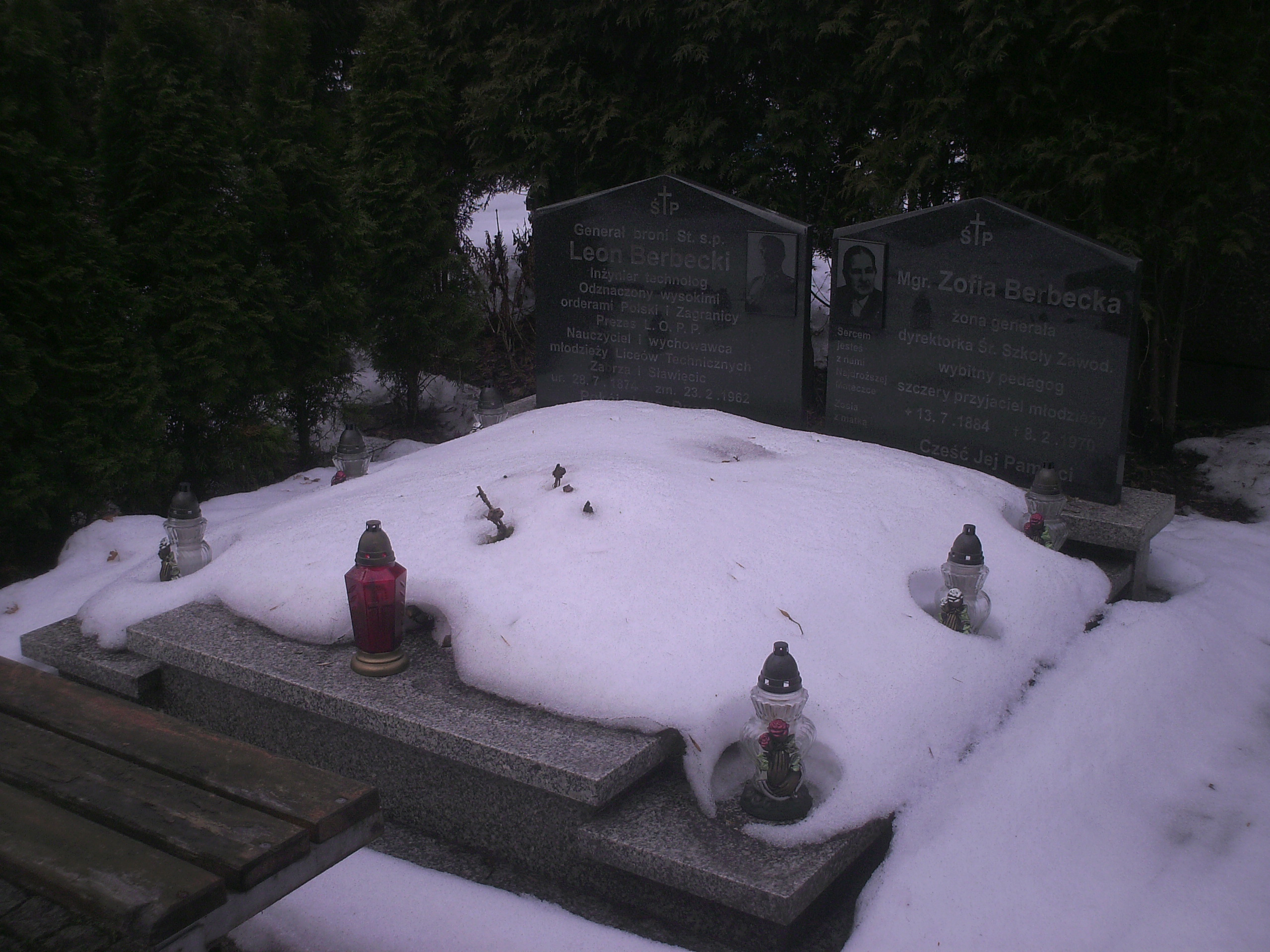
Grób gen. Leona Berbeckiego i jego żony Zofii na Cmentarzu Centralnym w Gliwicach

Leon Piotr Berbecki (ur. 28 lipca 1874 w folwarku Kalinowszczyzna, zm. 23 marca 1963 w Gliwicach) – polski inżynier, generał broni Wojska Polskiego II RP.

## Życiorys
Urodził się i wychował w rodzinie patriotycznej. Jego ojciec Feliks Mikołaj walczył w powstaniu styczniowym w oddziale gen. Michała Kruk-Heydenreicha i został ranny podczas obrony Szczebrzeszyna. W tym samym oddziale służbę kurierską pełniła piętnastoletnia wówczas Aniela z Lutnickich (1848–1889), matka generała. Dziadek Mikołaj walczył w powstaniu listopadowym i był ranny w bitwie o Olszynkę Grochowską. Miał czworo rodzeństwa: starszą siostrę i trzech młodszych braci. W latach 1881–1883 kształcił się w Szkole Ludowej w Grzybowicy, w powiecie włodzimierskim, a później w progimnazjum w Hrubieszowie.
W 1891 zaciągnął się na ochotnika do 44 Kamczackiego Pułku Piechoty w Łucku. Służbę pełnił w kompanii kpt. Marzeckiego. W następnym roku wstąpił do Szkoły Junkrów w Czugujewie (ros. Чугуевское пехотное юнкерское училище). W 1893 powrócił do swojego pułku i przez kolejne trzy lata pełnił obowiązki młodszego oficera w kompanii kpt. Lwowa. W 1896 został awansowany na porucznika i został wykładowcą taktyki w pułkowej szkole podoficerskiej. W 1898 został wyznaczony na stanowisko kwatermistrza pułku. W tym samym roku złożył maturę w II Gimnazjum w Żytomierzu. W 1901 wystąpił z armii i podjął studia w Charkowskim Instytucie Technologicznym, który ukończył z wyróżnieniem w 1911.
3 stycznia 1903 zmobilizowany został do Armii Imperium Rosyjskiego i 2 lutego skierowany koleją do Nikolska Ussuryjskiego, gdzie wówczas stacjonowała II Brygada 31. Dywizji Piechoty. W tym samym miesiącu wraz ze swoją brygadą przeniesiony został do Liaoyang w Mandżurii, a w lipcu tego roku nad rzekę Yalu Jiang. W tym czasie pełnił obowiązki młodszego oficera 11. kompanii 124. Woroneżskiego Pułku Piechoty. Później objął dowództwo 10. kompanii w tym samym pułku. W czasie trwającej wojny rosyjsko-japońskiej razem z szer. Mandrykiem zabił japońskiego oficera, członka rodziny panującej.
Oficer rezerwy rosyjskiej piechoty. Działał w Skautingu, w Polskiej Partii Socjalistycznej i Związku Walki Czynnej na Ukrainie. Po wybuchu I wojny światowej aby uniknąć wcielenia do armii rosyjskiej przedostał się do Krakowa.
Podczas I wojny światowej w 1914 wstąpił do Legionów Polskich, służąc jako dowódca batalionu uzupełnień I Brygady Legionów Polskich, następnie dowódca 5. Pułku Piechoty. Odznaczył się m.in. w boju pod Raśną 21–24 sierpnia 1915. Od listopada 1916 do lipca 1917 był szefem sztabu Komendy Legionów. Po kryzysie przysięgowym, w Polskiej Sile Zbrojnej inspektor wyszkolenia, pułkownik. Później został szefem sztabu Polskiego Korpusu Posiłkowego. Na początku 1918 został mianowany z ramienia Tymczasowej Rady Stanu komendantem Szkoły Podchorążych (niem. Offizieren Aspiranten Schule) powołanej przez władze niemieckie w Ostrowie Łomżyńskim. Był pracownikiem Komisji Przygotowującej Ustawę i Program Szkoły Rycerskiej im. Tadeusza Kościuszki Tymczasowej Rady Stanu.
Po odzyskaniu niepodległości przez Polskę wstąpił do Wojska Polskiego. 29 listopada mianowany został dowódcą I Brygady Piechoty z zachowaniem stanowiska inspektora szkół wojskowych. Pod koniec 1918 objął dowództwo Grupy Operacyjnej „Bełz”, walczącej na froncie z Ukraińcami, między innymi w długotrwałych walkach w obronie Bełza w styczniu-marcu 1919. Marzec – kwiecień 1919 dowódca Grupy operacyjnej „Bug”. Kwiecień – lipiec 1919 dowódca piechoty dywizyjnej 3 Dywizji Piechoty Legionów. Podczas wojny z bolszewikami objął (7 sierpnia) dowództwo 3 Dywizji Piechoty Legionów i sprawował je do 25 września 1921. Na tym stanowisku 1 maja 1920 roku został zatwierdzony w stopniu generała podporucznika.
Po demobilizacji i przejściu wojska na stopę pokojową wyznaczony został na zastępcę dowódcy Okręgu Korpusu Nr VIII w Toruniu. 3 maja 1922 roku został zatwierdzony w stopniu generała brygady ze starszeństwem z 1 czerwca 1919 roku. 7 listopada 1922 roku został zastępcą Inspektora Armii Nr I w Wilnie, którym był generał dywizji Edward Śmigły-Rydz. Od lipca 1923 roku do marca 1924 roku przebywał we Francji na stażu. 12 marca 1924 roku został mianowany dowódcą Okręgu Korpusu Nr III w Grodnie, którym dowodził do lipca 1926 roku.
31 marca 1924 roku Prezydent RP Stanisław Wojciechowski na wniosek Ministra Spraw Wojskowych, generała dywizji Władysława Sikorskiego, awansował go na generała dywizji ze starszeństwem z 1 lipca 1923 roku i 3. lokatą w korpusie generałów.
22 lipca 1926 roku, po zamachu majowym, Prezydent RP Ignacy Mościcki mianował go na równorzędne stanowisko dowódcy Okręgu Korpusu Nr VIII w Toruniu. 9 października 1928 roku został zwolniony ze stanowiska dowódcy OK VIII i mianowany inspektorem armii z siedzibą w Warszawie. 24 listopada 1928 roku wyjechał z Torunia będąc żegnany przez korpus oficerski garnizonu oraz kompanię honorową 63 Pułku Piechoty ze sztandarem i orkiestrą wojskową. W czerwcu 1933 roku powierzono mu jednocześnie funkcję prezesa Zarządu Głównego Ligi Obrony Powietrznej i Przeciwgazowej.
28 lipca 1935 roku ukończył 61 rok życia. Zgodnie z ówcześnie obowiązującą pragmatyką oficerską powinien być wówczas przeniesiony przez Prezydenta RP w stan spoczynku, lecz mimo tego pozostał w służbie czynnej. 18 marca 1937 roku weszła w życie nowa pragmatyka oficerska. Mając wówczas 63 lata musiał być zatrzymany przez Prezydenta RP w służbie czynnej mimo osiągnięcia górnej granicy wieku (60 lat dla generała dywizji, 62 lata dla generała broni). Wniosek o zatrzymanie oficera w służbie czynnej, zajmującego stanowisko inspektora armii, Minister Spraw Wojskowych był zobligowany uzgodnić z Generalnym Inspektorem Sił Zbrojnych.
Najbliższym współpracownikiem generała Berbeckiego na stanowisku inspektora armii był jego pierwszy oficer sztabu, pułkownik dyplomowany Leon Mitkiewicz-Żołłtek. Wymieniony oficer, po trzech latach wspólnej służby, scharakteryzował swojego przełożonego w sposób następujący: „przywiązałem się do starego generała, który z powodzeniem mógłby być moim ojcem, i chociaż stale miałem się na baczności przy nim z powodu wybuchowego temperamentu i cholerycznej jego natury ze wszystkimi dodatkami, to zawsze ceniłem w nim starą szkołę wojskową, ścisłe przestrzeganie dystansu w hierarchii stopni oficerskich i przede wszystkim wielką znajomość żołnierza szeregowca, jego potrzeb, jego trosk na co dzień i od święta. Ale co mnie szczególniej uderzyło w generale  Berbeckim, to jego ślepa, bezgraniczna wiara w te ideały, które nam pozostawił Marszałek Piłsudski. Generał Berbecki do ostatnich moich dni w jego inspektoracie codziennie zwykł był mówić o zmarłym Marszałku tak, jak gdyby miał on nazajutrz do nas zawitać”.
5 września 1936 prezydent Ignacy Mościcki powołał go do składu Kapituły Orderu Odrodzenia Polski.
26 marca 1938 roku marszałek Polski Edward Śmigły-Rydz mianował pułkownika Mitkiewicza attaché wojskowym w Kownie. 8 kwietnia 1938 roku pułkownik Mitkiewicz przekazał całość dokumentów operacyjnych odcinka śląskiego pułkownikowi dyplomowanemu Stanisławowi Wilochowi, pierwszemu oficerowi sztabu generała brygady Antoniego Szyllinga. Następcą pułkownika Mitkiewicza na stanowisku I oficera sztabu miał zostać pułkownik dyplomowany Lucjan Janiszewski, dotychczasowy dowódca Pułku KOP „Głębokie”. Kandydaturę pułkownika Janiszewskiego wysunął ówczesny szef Sztabu Głównego, generał brygady Wacław Stachiewicz bez porozumienia z zainteresowanym inspektorem armii. W ocenie generała Berbeckiego był to kolejny akt nieufności szefa Sztabu Głównego wobec jego osoby, zrywający z dotychczasową dobrą praktyką personalną polegającą na tym, że szef Sztabu Głównego przedstawiał inspektorowi armii trzech kandydatów do wyboru, ewentualnie inspektor armii przedstawiał szefowi Sztabu Głównego trzech własnych kandydatów na stanowisko I oficera sztabu. Generał Berbecki, nie widząc szans na poprawę stosunków służbowych z generałem Stachiewiczem, pod koniec września 1938 roku stanął do raportu u Generalnego Inspektora Sił Zbrojnych i poprosił o przeniesienie w stan spoczynku. W efekcie został zwolniony ze stanowiska inspektora armii, lecz sprawa jego przeniesienia w stan spoczynku nie została formalnie załatwiona do września 1939 roku. Obowiązki inspektora „odcinka śląskiego” przekazał generałowi Szyllingowi, a sam zajął się sprawami zlecanymi mu bezpośrednio przez Generalnego Inspektora Sił Zbrojnych. Do dyspozycji generała oddano oficera ordynansowego oraz samochód z Kolumny Samochodowej GISZ.
19 marca 1939 roku został awansowany na generała broni, a 28 marca 1939 roku mianowany przez Ministra Skarbu Eugeniusza Kwiatkowskiego, za wiedzą i zgodą marszałka Śmigłego-Rydza, komisarzem generalnym Pożyczki Obrony Przeciwlotniczej.
W okresie międzywojennym był jednym z inicjatorów budowy jednego z dwóch najnowocześniejszych obserwatoriów w Europie – Obserwatorium Astronomiczno-Meteorologicznego im. Marszałka Józefa Piłsudskiego na Huculszczyźnie.
1 września 1939 roku zgłosił się w Naczelnym Dowództwie, lecz żadnego przydziału służbowego nie otrzymał. 8 września 1939 roku opuścił Warszawę i udał się do Brześcia, gdzie przebywał Naczelny Wódz. W nocy 11 września wyjechał z Naczelnym Dowództwem do Włodzimierza, 13 września pod Młynów koło Dubna, 14 września do Kołomyi, a 17 września do Kosowa Huculskiego. 17 września w Kosowie otrzymał od marszałka Śmigłego-Rydza pisemny rozkaz: „porządkować szeregi Wojska Polskiego przekraczające granicę”.
20 stycznia 1940 roku w miejscowości Băile Herculane w Rumunii opracował „Uwagi i spostrzeżenia dotyczące przygotowań i działań wojennych”. Internowany w Rumunii w obozie w Băile Herculane. Podczas II wojny światowej w okresie 1939 – marzec 1941 internowany w Rumunii, stąd wywieziony do Niemiec, gdzie przebywał w niewoli w oflagach Dorsten i Dössel. Po wojnie osiedlił się we Francji, skąd 7 lutego 1946 powrócił do Polski. Pracował w szkołach technicznych w Zabrzu i Sławięcicach. W okresie powojennym inwigilowany przez komunistyczną tajną policję – UB. W 1946 był świadkiem w pokazowym procesie pułkownika Wacława Kostek-Biernackiego, kolegi z Legionów, komendanta twierdzy brzeskiej i byłego wojewody poleskiego, któremu podlegało administracyjnie Miejsce Odosobnienia w Berezie Kartuskiej. Zmarł w Gliwicach, tam również został pochowany. Jego grób znajduje się na Cmentarzu Centralnym przy ul. Kozielskiej.
Generał jest autorem kontrowersyjnych „Pamiętników generała broni”, które ukazały się w 1959 roku nakładem Wydawnictwa „Śląsk”.
Generał broni Leon Berbecki jest patronem jednostek Wojska Polskiego. 20 marca 1996 roku jego imię otrzymał 3 Batalion Dowodzenia w Lublinie, a 19 kwietnia 1996 roku – 5 Batalion Obrony Przeciwchemicznej w Tarnowskich Górach. W 2010 roku 5 Batalion Chemiczny został przeformowany w 5 Pułk Chemiczny. 16 marca 2011 roku sekretarz stanu do spraw społecznych i profesjonalizacji Czesław Piątas z upoważnienia Ministra Obrony Narodowej nadał 5 Pułkowi Chemicznemu imię generała broni Leona Berbeckiego.

## Życie prywatne
W 1906 roku zawarł związek małżeński z Zofią z Jacyna-Jatelnickich (1884–1970), siostrą Bolesława, późniejszego generała brygady Wojska Polskiego. Z tego związku urodziła się córka Wanda. Zofia Berbecka była „znaną lingwistką i znawczynią literatury francuskiej”.

## Awanse
- podporucznik – 1 sierpnia 1895
- porucznik – 1 sierpnia 1899
- kapitan – 1915
- major – 2 lipca 1915
- podpułkownik – 1 kwietnia 1916
- pułkownik – 1917
- generał podporucznik – zatwierdzony 1 maja 1920 z dniem 1 kwietnia 1920 „z grupy byłych Legionów Polskich”
- generał brygady – zweryfikowany 3 maja 1922 ze starszeństwem z dnia 1 czerwca 1919
- generał dywizji – 31 marca 1924 ze starszeństwem z dnia 1 lipca 1923 i 3. lokatą w korpusie generałów
- generał broni – 19 marca 1939 ze starszeństwem z dnia 19 marca 1939 i 1. lokatą w korpusie generałów[23]

## Ordery i odznaczenia
- Krzyż Srebrny Orderu Wojskowego Virtuti Militari (1921)[24][25]
- Wielka Wstęga Orderu Odrodzenia Polski (1938)[26][27]
- Krzyż Komandorski z Gwiazdą Orderu Odrodzenia Polski (11 listopada 1936)[28][29]
- Krzyż Komandorski Orderu Odrodzenia Polski (29 grudnia 1921)[24][30][31][32]
- Krzyż Niepodległości z Mieczami (12 maja 1931)[24][33]
- Krzyż Walecznych (siedmiokrotnie)[24]
- Złoty Krzyż Zasługi (pięciokrotnie: po raz pierwszy 17 marca 1930[34])
- Krzyż Zasługi Wojsk Litwy Środkowej[24][35]
- Medal Pamiątkowy za Wojnę 1918–1921[24]
- Medal Dziesięciolecia Odzyskanej Niepodległości[24]
- Złota Odznaka Honorowa Ligi Obrony Powietrznej i Przeciwgazowej I stopnia[36]
- Odznaka Honorowa Polskiego Czerwonego Krzyża I stopnia (1935)[37]
- Odznaka za Rany i Kontuzje
- Odznaka Pamiątkowa Generalnego Inspektora Sił Zbrojnych (12 maja 1936)
- Odznaka „Za wierną służbę”
- Odznaka „Znak Pancerny”
- Odznaka ZHP „Wdzięczności”[38]
- Krzyż Wielki Orderu Świętego Sawy (Jugosławia, 1929)[39][24]
- Krzyż Wielki Orderu Gwiazdy Rumunii (Rumunia)
- Order Zasługi I klasy (Węgry)
- Wielki Oficer Orderu Legii Honorowej (Francja, 1934)[40][24]
- Oficer Orderu Legii Honorowej (Francja, 1922)[24][41]
- Kawaler Orderu Legii Honorowej (Francja)[42]
- Order Pogromcy Niedźwiedzia III klasy (Łotwa)[24]
- Medal 10 Rocznicy Wojny Niepodległościowej (Łotwa, 6 sierpnia 1929)[43]
- Order Leopolda III klasy (Austro-Węgry, 1916)
- Order Korony Żelaznej III klasy (Austro-Węgry, 1915)[44]
- Odznaka za Służbę Wojskową dla Oficerów III klasy (Austro-Węgry)
- Krzyż Żelazny II klasy (Prusy)
- Order Świętej Anny II i IV klasy (Imperium Rosyjskie)
- Order Świętego Stanisława III klasy (Imperium Rosyjskie)
- Order Świętego Włodzimierza IV klasy (Imperium Rosyjskie, 1904)